# Syntetismus

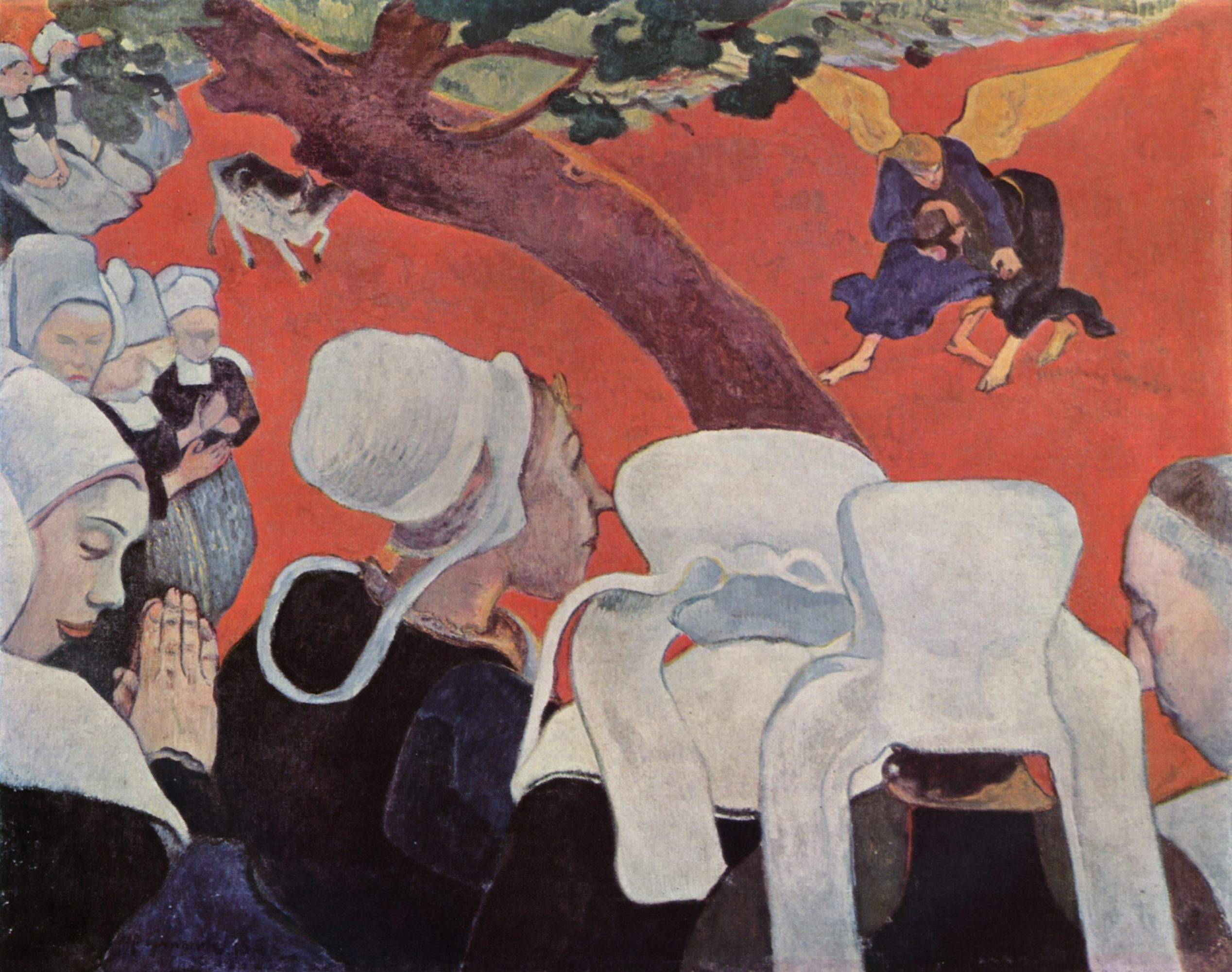
Olejomalbu Vidění po kázání namaloval Paul Gauguin poté, co ztratil zájem malovat impresionisticky, zajímaly ho primitivní a mytické formy malby

Syntetismus je termín používaný postimpresionistickými malíři v 80. a 90. letech 19. století, aby rozlišili vlastní díla od děl impresionistů. Využívali jej například francouzští umělci Paul Gauguin, Émile Bernard nebo Louis Anquetin. Ze začátku byl syntetismus spojován s cloisonismem, později se symbolismem. Samotný termín je odvozen z francouzského slovesa synthétiser, tedy syntetizovat – kombinovat něco se vznikem nového umělého komplexního objektu.
Syntetisté na svých obrazech spíše než reálný vzhled malovaných objektů zachycovali vlastní vnitřní svět a pocity, vlastní estetické cítění o linkách, barvách a tvarech, více záviseli na vlastních myšlenkách.

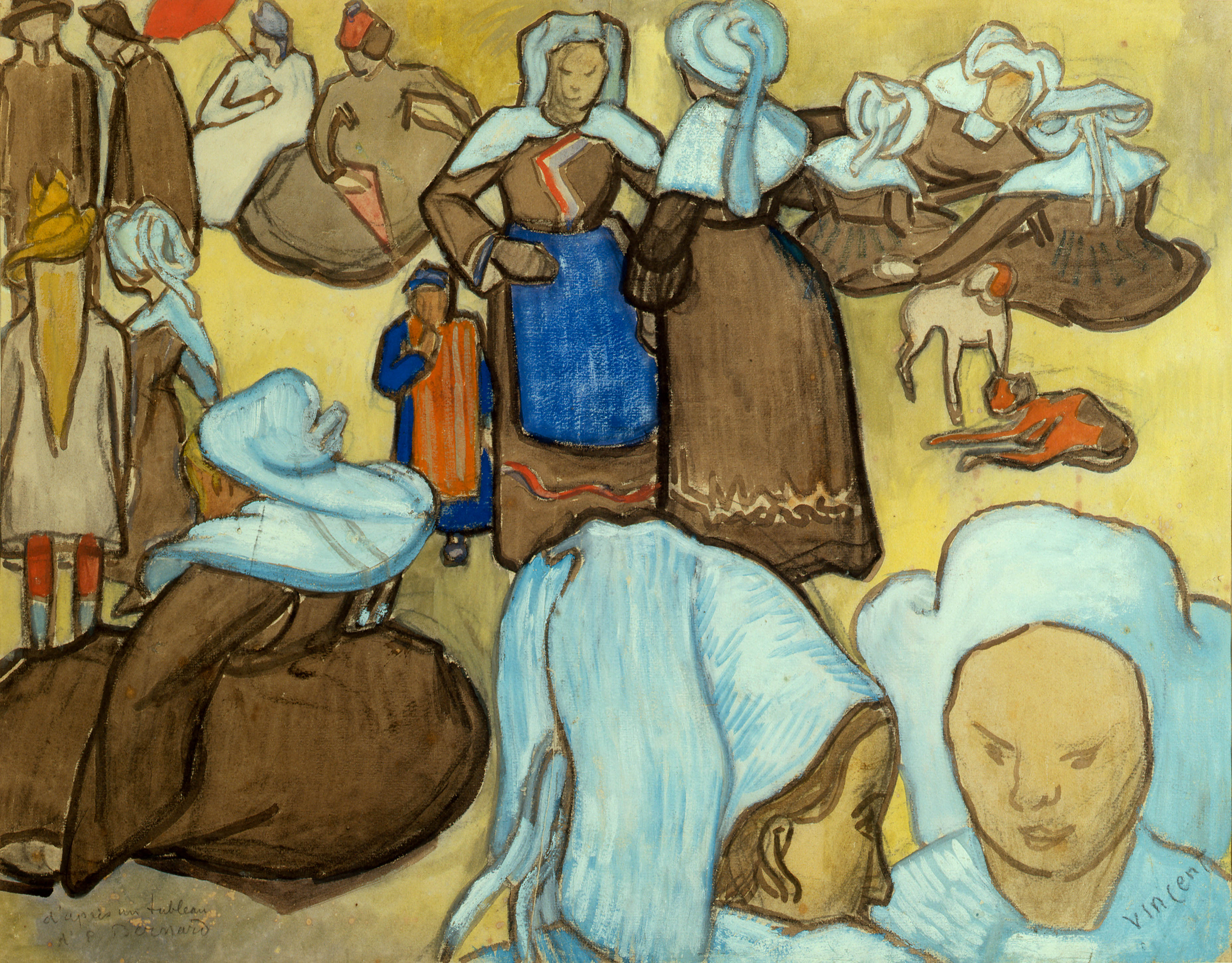
Bretonské ženy, obraz od Émila Bernarda

Termín byl poprvé použit v roce 1877, aby se rozlišil vědecký a naturalistický impresionismus. Dále v roce 1889 když Paul Gauguin and Emile Schuffenecker organizovali Výstavu obrazů impresionistů a syntetistů (Exposition de peintures du groupe impressioniste et synthétiste) v Café Volpini na Světové výstavě v Paříži.